# トレクリャノ
トレクリャノ（ブルガリア語:Трекляно / Treklyano、発音(IPA):/trɛk.lʲa.nu/）はブルガリア西部の町、およびそれを中心とした基礎自治体。キュステンディル州に属する。村はクライシテ地域に属し、セルビア国境に程近く、マケドニア共和国との国境からも遠くない。州都のキュステンディルからは北に40キロメートルであり、トルンから南に39キロメートル、ブルガリアの首都ソフィアからは西に100キロメートルに位置している。
トレクリャノは、国境となっているミレヴェツ山脈の、標高1,733メートルのミレヴェツ峰（Милевец / Milevets）のふもとの孤立した谷にある。トレクリャノ川は村の中を流れ、ゼメンにてストルマ川（Струма、Struma）と合流している。村はオスマン帝国の徴税所によって1570年から1572年にかけて、プレドシニツァ（Predoshnitsa）あるいはプレグリノ（Preglino）の名で初めて記録され、数年後の1576年から1577年にかけてトレクリャネ（Treklyane）の名前で記されている。民間語源によると、村の名前は「Три клена / Tri klena」（3つのカエデの木）に由来し、村の近くには3本のカエデの木があったとされている。
オスマン帝国の支配下で、村は何度かにわたって無人化と再入植が繰り返された。1804年の第一次セルビア蜂起（First Serbian Uprising）の間、村には多くの人口が流入し、1815年から1817年の第二次セルビア蜂起のあとに新しくオスマン帝国支配から解放されたセルビア公国は1831年から1833年にかけて、ブルガリア人が住んでいた地域の一部を版図に収めた。
村の最初の学校は1853年に設立された神学校であり、その10年後には世俗の学校が設置された。かつて古い聖堂のあった場所に、生神女就寝を記念した新しいブルガリア正教会の聖堂が1860年に建てられた。ブルガリア解放の後、トレクリャノは急速に発展した。最大時には800の世帯があり、人口は4000人程度に上った。公民館施設チタリシテ（Читалище / chitalishte）が1901年に建てられた。

## 町村
トレクリャノ基礎自治体（Община Трекляно）には、その中心であるトレクリャノをはじめ、以下の町村（集落）が存在している
- Брест（Brest）
- Бъзовица（Bazovitsa）
- Габрешевци（Gabreshevtsi）
- Горни Коритен（Gorni Koriten）
- Горно Кобиле（Gorno Kobile）
- Добри дол（Dobri Dol）
- Долни Коритен（）
- Долно Кобиле（Dolno Kobile）
- Драгойчинци（Dragoychintsi）
- Злогош（Zlogosh）

- Киселица（Kiselitsa）
- Косово（Kosovo）
- Метохия（Metohiya）
- Побит камък（Pobit Kamak）
- Средорек（Sredorek）
- Сушица（Sushitsa）
- Трекляно（Treklyano）
- Уши（Ushi）
- Чешлянци（Cheshlyantsi）